# Monestir de Sant Jaume de Frontanyà
Sant Jaume de Frontanyà és un monestir agustinià situat en el centre del poble del mateix nom (Berguedà). És una obra declarada bé cultural d'interès nacional.

## Descripció
Actualment de l'antiga canònica de Sant Jaume de Frontanyà només resta l'església, que centra el petit nucli de població, alliberada de les construccions que li van ser adossades en perdre la funció monacal.

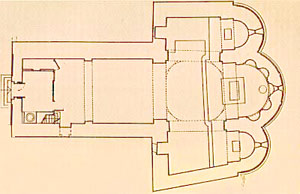
Planta de l'Església

L'església és de planta de creu llatina, amb una nau i tres absis semicirculars que s'obren al transsepte. La nau és coberta amb volta de canó, reforçada per un arc toral. Els braços del transsepte també tenen volta de canó perpendicular a l'eix de la nau. En el creuer s'aixeca una cúpula octogonal sobre trompes. L'absis central és decorat interiorment amb cinc fornícules o nínxols allargassats, oberts en el mur, i una finestra de doble esqueixada al centre.
L'edifici, de grans dimensions, respon a una perfecta articulació de volums, combinada amb una mesurada utilització dels elements decoratius llombards. El cimbori, únic a Catalunya, té dotze costats, bé que no forma pròpiament un dodecàgon sinó que és una modificació de l'octàgon bàsic. Sota la seva coberta hi ha un fris de finestres cegues. Els absis són decorats amb un fris d'arcuacions llombardes, i el central, amb lesenes. La façana de ponent, on hi ha el portal d'arc de mig punt reforçat amb un arc en degradació, compta amb una elaborada composició, en què les arcuacions i lesenes formen sis plafons distribuïts en dos registres. Al capdamunt hi havia una espadanya, reedificada posteriorment (1572). També és posterior l'òcul que il·lumina la nau. Existeixen tres portes que comunicaven el temple amb altres dependències de la canònica. En el braç nord del transsepte hi havia una porta que comunicava amb el cementiri, avui tapiada. En el mur sud es pot veure la porta que portava cap al claustre. En època més moderna es va obrir una altra porta en el braç sud del transsepte.

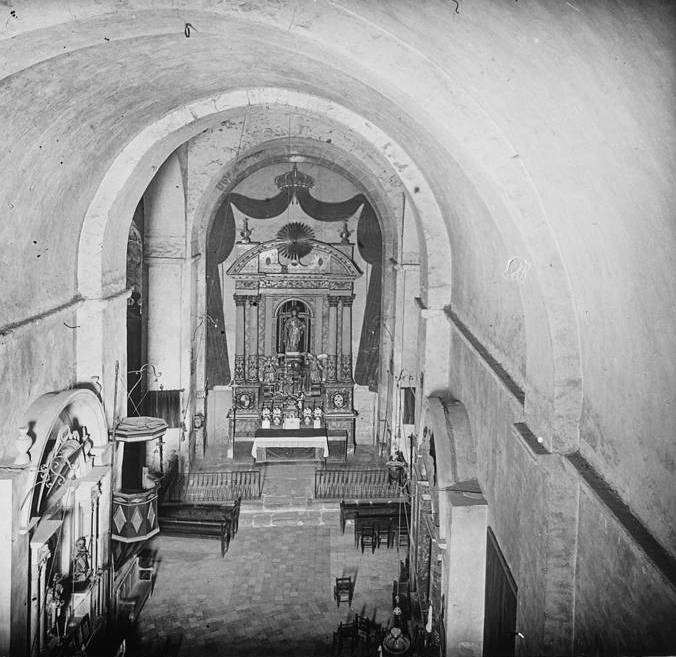
Interior de l'església de Sant Jaume de Frontanyà (1918)

L'any 1965 a l'aterrar-se la rectoria vella foren descoberts capitells i columnes pertanyents a l'antic claustre. Alguns d'aquests capitells són exposats ara, a l'interior de l'església. Un capitell representa dos animals enfrontats en un estat deficient de conservació degut a la poca qualitat de la pedra calcària en què fou realitzat.
La pica beneitera, també del romànic, correspon a un senzill exemplar de pedra, de petites dimensions i feta d'una única peça, llevat del peu, a manera de basa, sense cap tipus d'ornamentació.
A l'exterior, la façana presenta una finestra en forma d'ull de bou sobre la porta d'entrada formada per dos arcs de mig punt en degradació, feta amb dovelles i coberta per una arquivolta. Els absis tenen una decoració de tres sèries de cinc arcuacions separades per lesenes al central i frisos d'arcuacions als laterals. En el cimbori també s'hi troba un fris amb arcuacions. El campanar de cadireta quadrat col·locat sobre la façana principal va ser reedificat el 1572. En el Museu Diocesà i Comarcal de Solsona, hi ha una taula pintada al tremp, narrant la vida de l'apòstol San Jaume de finals del segle xiii.

## Història
L'església té el seu precedent en un temple anterior, dit Sant Jaume de Frontanyà Vell, consagrat el 905 i situat sobre un espadat que domina el poble. Al darrer terç del segle xi es construí la nova església, més espaiosa i en un lloc més planer, i s'abandonà la vella, avui arruïnada. La nova església devia construir-se entre 1066 i 1080, en què sovintegen les deixes pietoses a favor de Sant Jaume de Frontanyà.
A partir del 1140 aplegà una comunitat de canonges augustinians, regida per un prior. Amb tot, aquesta creació no feu més que organitzar i confirmar la comunitat de preveres ja esmentada en una deixa de 1066, que és la que devia decidir la construcció de l'església nova, que mantingué les funcions de parròquia de la vella i estengué aviat la seva influència. Fou regida a partir de 1395 per priors comendataris. L'extinció dels monestirs de l'orde de Sant Agustí dictada pel papa Climent VIII l'any 1592, va fer que passés a dependre del bisbat de Solsona.
Actualment només n'ha perviscut l'església, un dels millors exemples del romànic llombard català, ja que les dependències monàstiques (organitzades entorn d'un claustre del qual només resten alguns capitells) foren enderrocades al segle xvii, en construir-se la rectoria, recentment aterrada. L'església fou restaurada els anys 1962-66 per la Diputació de Barcelona.
Tant el capitell com la pica corresponen a l'època de la fundació de l'església de Sant Jaume de Frontanyà del s.XI (1066). Des del 1140 consta en aquesta església l'existència de la comunitat agustiniana i, per tant, hem de suposar l'existència del claustre, avui desaparegut; l'església de Sant Jaume fou des dels seus orígens església parroquial. L'església primitiva fou consagrada el 20 de juny del 905 com església parroquial i així ho continuà sent la nova església construïda al s.XI i seu de la comunitat de Canonges agustinians que també tenien cura de les funcions parroquials de l'església.

## Galeria d'imatges

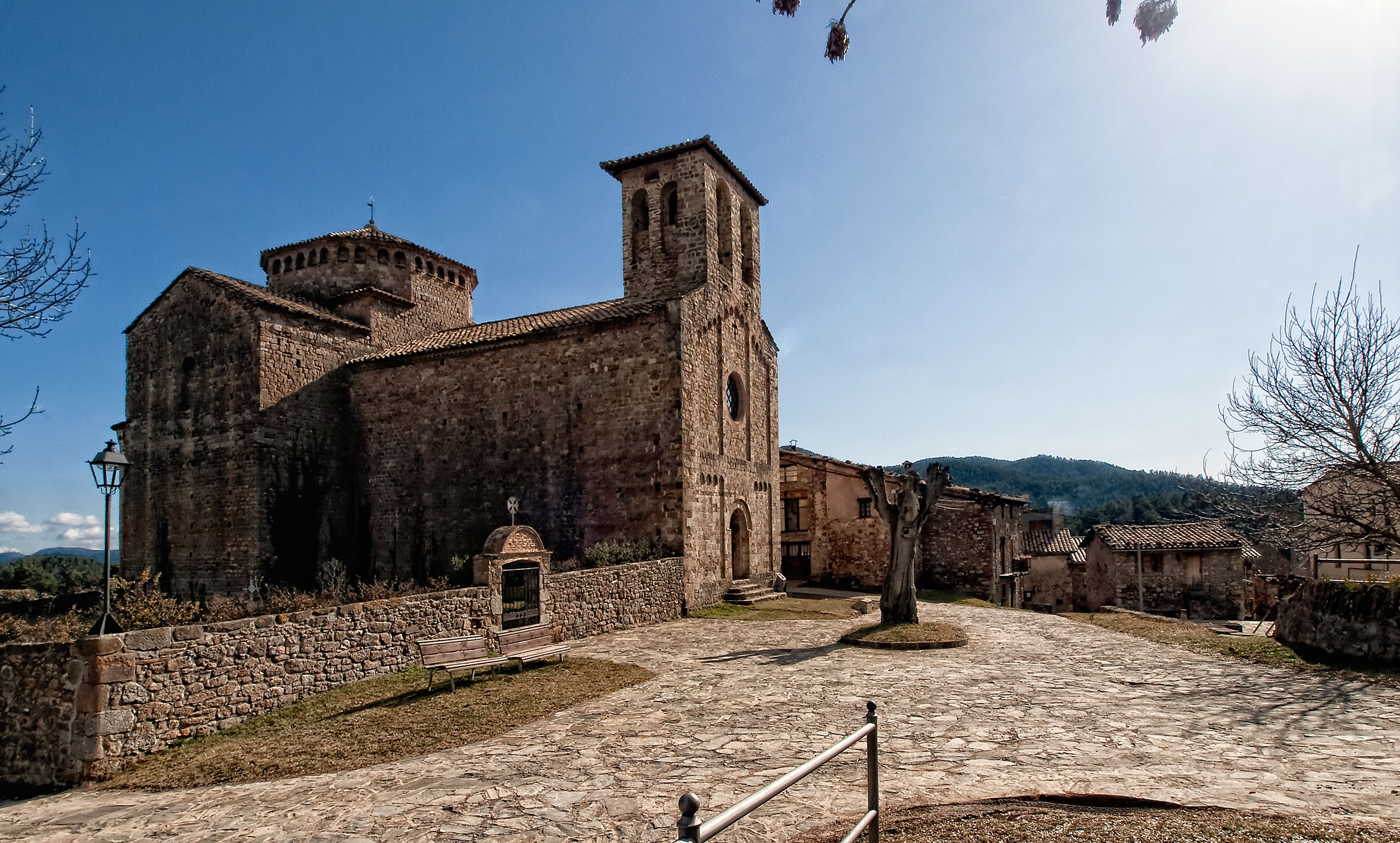
Vista panoràmica del monestir
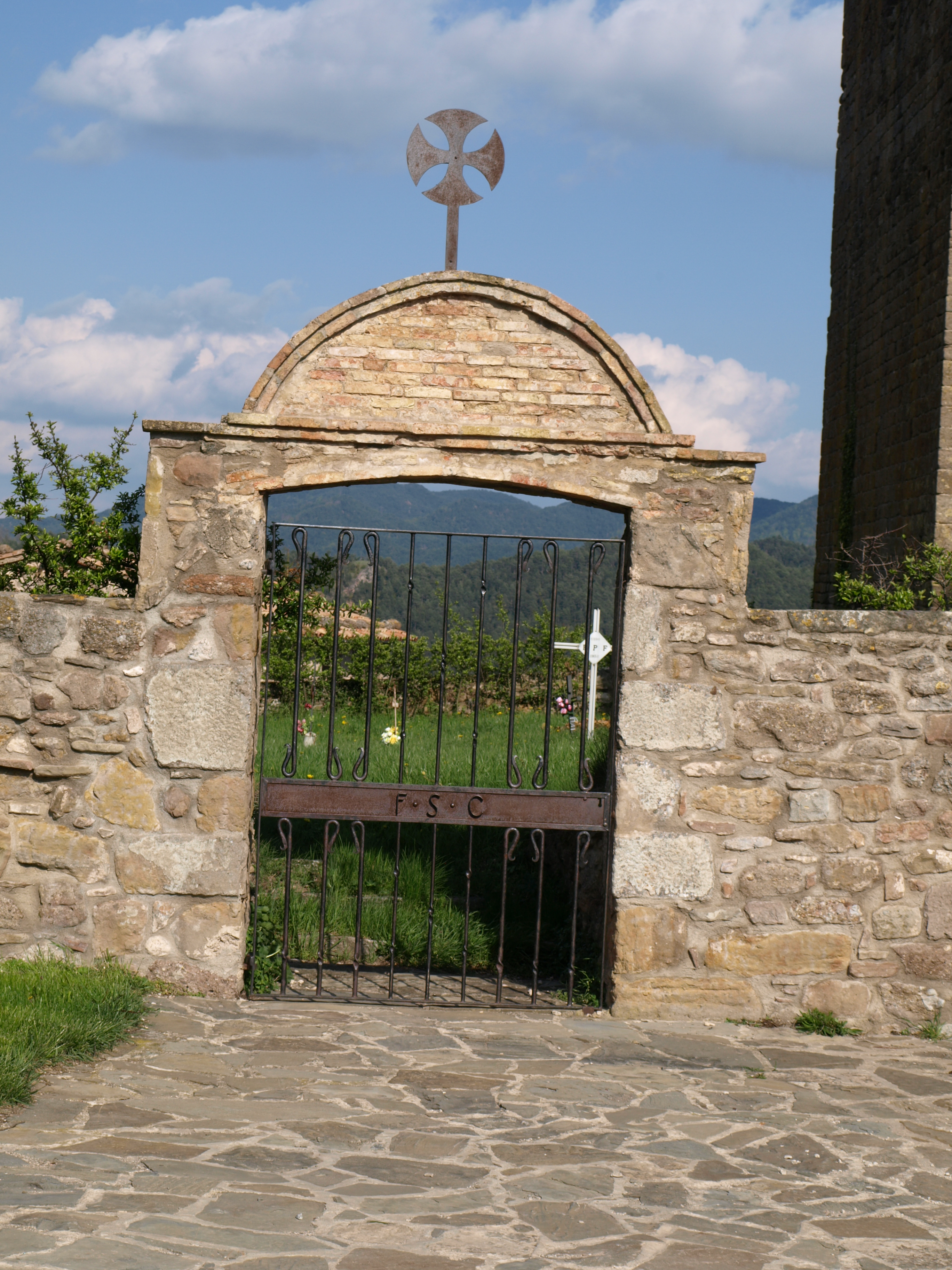
Porta del cementiri
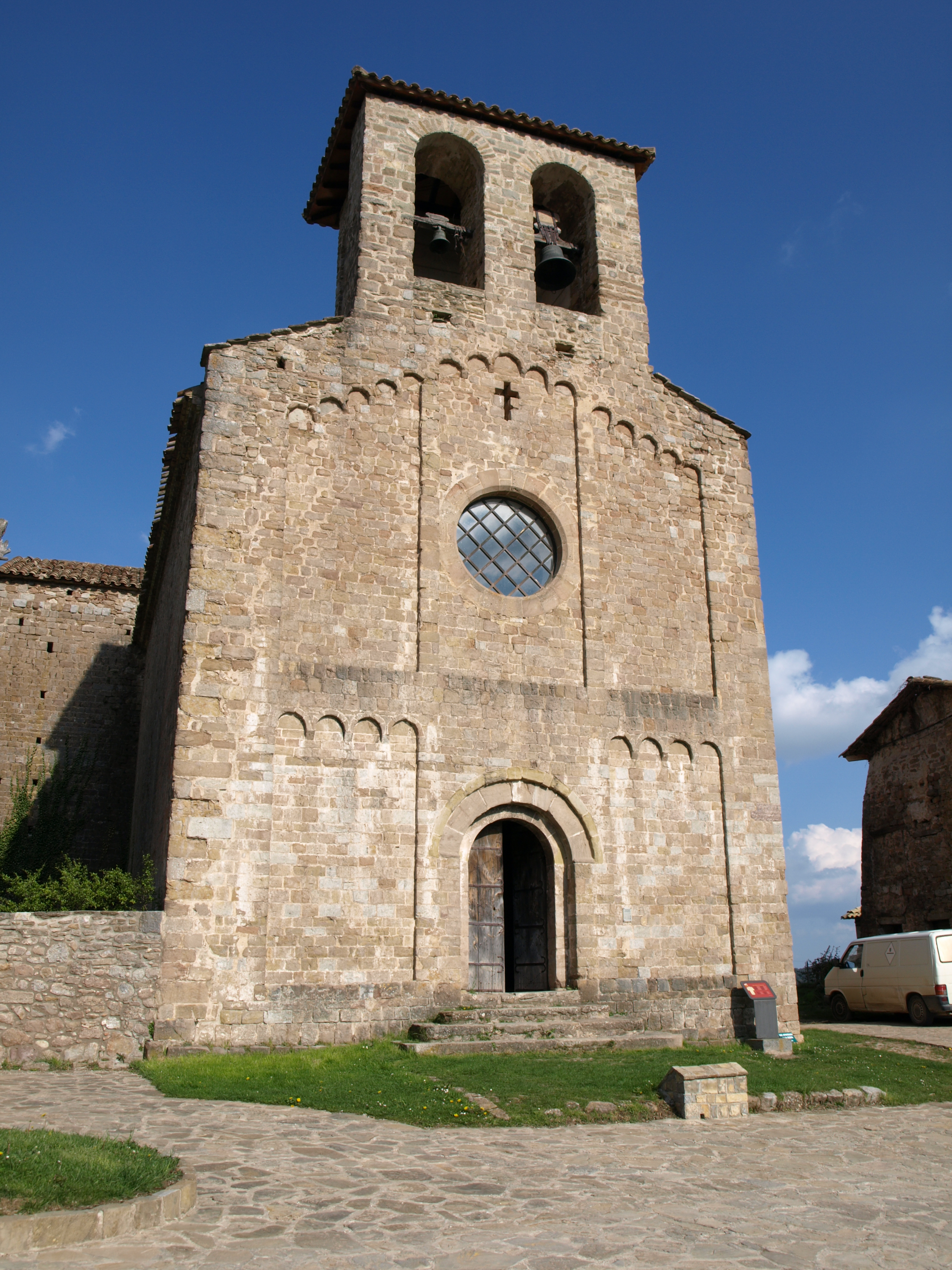
Façana